# Rue de Joinville
La rue de Joinville est une voie du 19e arrondissement de Paris, en France.

## Situation et accès
La rue de Joinville est une voie publique située dans le 19e arrondissement de Paris. Elle débute au 3, quai de l'Oise, traverse la place de Joinville et se termine au 102, avenue de Flandre.

## Origine du nom
Le nom de la rue vient de François d'Orléans, troisième fils de Louis-Philippe Ier, qui fut prince de Joinville de 1818 à 1900. 

## Historique
Cette voie de l'ancienne commune de La Villette, est alignée en 1843 et classée dans la voirie parisienne par un décret du 23 mai 1863.